# Alcaicería

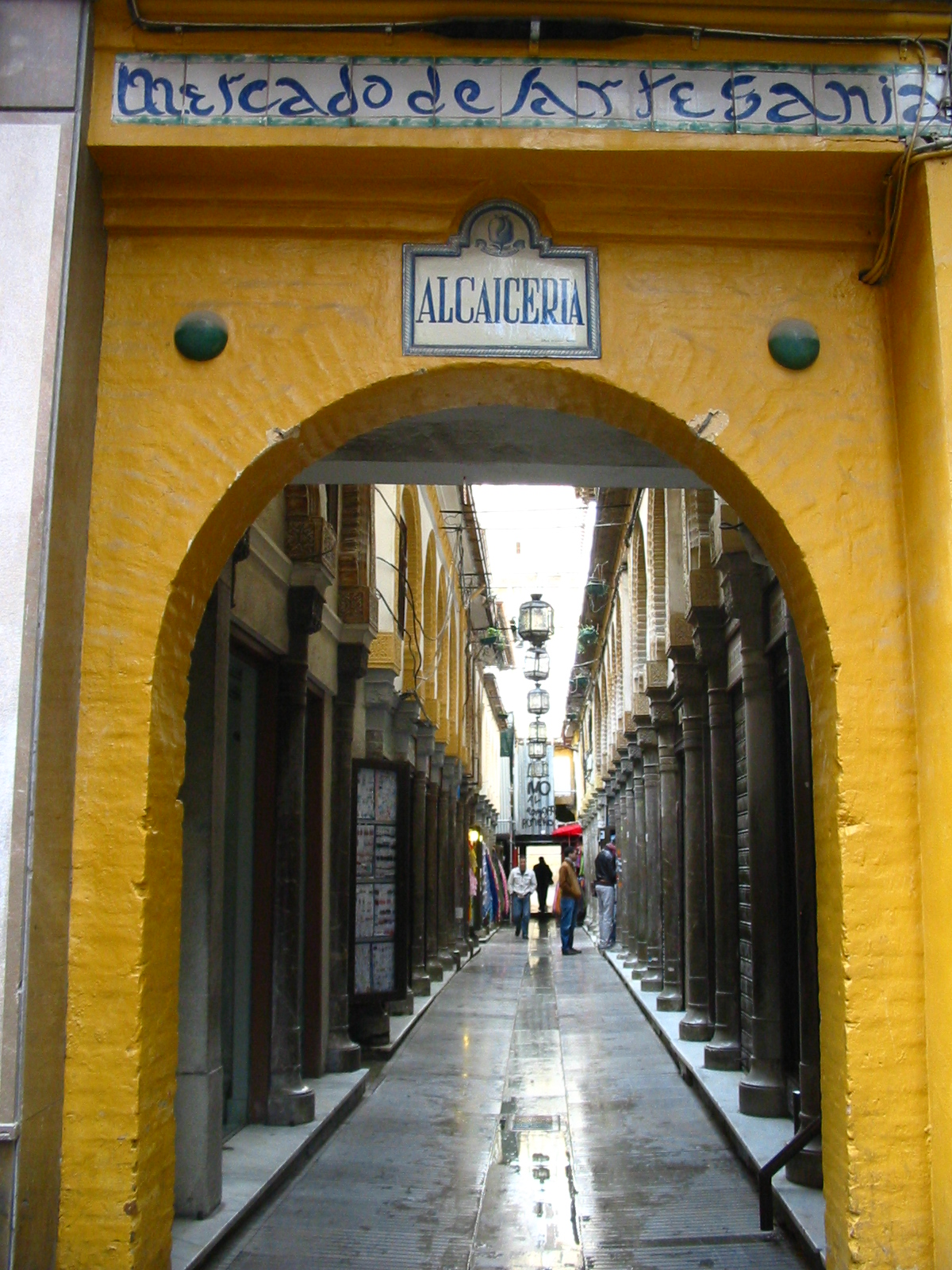
Entrada a la alcaicería de Granada.

Se denominaba alcaicería al lugar de las ciudades de al-Ándalus, donde se autorizaba a comerciar, al por mayor, con seda bruta. Después la actividad se extendió a la venta de objetos de seda elaborados, para llegar a ser conocido como el mercado de todos los productos textiles, aunque la seda siguió siendo el objeto fundamental de venta.
La etimología del término no es clara, si bien se atribuye al hecho de que el emperador Justiniano concedió el derecho al comercio de la seda a los pueblos árabes. Conociéndose al emperador entre los árabes como qaysar (Caesar = César), evolucionó hasta Al-qaysar y de ahí a Alcaicería o Alcacería.
Las Alcaicerías de mayor renombre –aunque no las únicas– de al-Ándalus fueron las de Madinat Garnata (Granada) y Sevilla, por este orden. En la actualidad, en Granada, se mantiene la denominación al lugar donde se encontraba su antiguo emplazamiento, que fue destruido en el incendio de 1843, y se conoce como La Alcaicería. Sigue siendo una zona comercial próxima a la Catedral y conserva rasgos de los zocos árabes y algunos recuerdos de la bulliciosa actividad del mercado de la seda nazarí. En Sevilla, por otra parte, también una calle conserva ese nombre al encontrarse en el emplazamiento primitivo de una de las dos alcaicerías con que llegó a contar la ciudad: la de cacharros y loza, próxima a la primera mezquita principal que se construyó, y la de sedas, telas y tejidos, anexa a la nueva que se erigió, actual catedral.